# Скотт, Стефани
Сте́фани Ноэ́ль Скотт (англ. Stefanie Noelle Scott; род. 6 декабря 1996, Чикаго, Иллинойс) — американская актриса и певица.

## Биография
Стефани Скотт родилась 6 декабря 1996 года в Чикаго, США. В 6 лет она вместе с семьей переехала в Мельбурн, штат Флорида. У неё есть 2 старших брата — Трой и Трент. Стефани окончила Holy Trinity Episcopal Academy.
Она начала свою актёрскую карьеру в возрасте восьми лет в постановке «Энни». Затем она довольно продолжительное время снималась в рекламе — Fuji Quicksnap Camera, PaPa Johns Pizza, Hasbro’s My Little Poneyville, Disney’s Bibbity Bobbity Boutique, Disney World’s Expedition Everest, Discovery Girls Magazine, H & M Clothing fall 2009 Catalog, Nintendo.
На большом экране дебютировала в 2008 году с эпизодической ролью в сериале «Чак». Известность Стефани принесла роль Лекси Рид в сериале «Высший класc». Озвучивала персонажей мультсериала «Специальный агент Осо» и мультфильма «Ральф».
В 2015 году Стефани снялась в клипе «Girls like girls» певицы Хейли Кийоко.
В 2021 году сыграла главную роль в сериале «Девушка в лесу».

## Фильмография
| Год       |    | Русское название                            | Оригинальное название               | Роль                 |
| --------- | -- | ------------------------------------------- | ----------------------------------- | -------------------- |
| 2008      | с  | Чак                                         | Chuck                               | Сара Уолкер в 12 лет |
| 2008      | ф  | Бетховен 6: Большой бросок                  | Beethoven's Big Break               | Кэйти                |
| 2008—2009 | мс | Специальный агент Осо                       | Special Agent Oso                   | Эмма                 |
| 2009      | с  | Новые приключения старой Кристин            | The New Adventures of Old Christine | Бритни Бёрк          |
| 2010      | с  | Смешно на фарси                             | Funny in Farsi                      | Дебби Эпплби         |
| 2010      | с  | Сынки Тусона                                | Sons of Tucson                      | Молли                |
| 2010      | ф  | Привет, Джули!                              | Flipped                             | Дана Трисслер        |
| 2011      | ф  | Больше, чем секс                            | No Strings Attached                 | Юная Эмма            |
| 2011—2014 | с  | Высший класc                                | A.N.T. Farm                         | Лекси Рид            |
| 2012      | тф | Заклятые друзья                             | Frenemies                           | Джулианн             |
| 2012      | мф | Ральф                                       | Wreck-It Ralph                      | девочка-маппет       |
| 2014      | с  | Джесси                                      | Jessie                              | Мэйбэлл              |
| 2014      | с  | Закон и порядок: Специальный корпус         | Law & Order: Special Victims Unit   | Клэр Уилсон          |
| 2015      | ф  | Астрал 3                                    | Insidious 3                         | Куин Бреннер         |
| 2015      | ф  | В западне                                   | Caught                              | Элли                 |
| 2015      | ф  | Джем и Голограммы                           | Jem and the Holograms               | Кимбер               |
| 2016      | ф  | Искусственный интеллект. Доступ неограничен | I.T.                                | Кейтлин Риган        |
| 2017      | ф  | Преступление в маленьком городе             | Small Town Crime                    | Айви                 |
| 2017      | ф  | 1 миля до тебя                              | 1 Mile to You                       | Элли Баттербит       |
| 2018      | ф  | Астрал 4: Последний ключ                    | Insidious: The Last Key             | Куинн Бреннер        |
| 2018      | ф  | Сверхъестественное                          | First Light                         | Алекс                |
| 2018      | ф  | Красивый мальчик                            | Beautiful Boy                       | Джулия               |
| 2018      | ф  |                                             | Good Girls Get High                 | Даниэлла             |
| 2018      | ф  |                                             | Spare Room                          | Ханна                |
| 2019      | ф  | Проклятие «Мэри»                            | Mary                                | Линдси Грир          |
| 2021      | ф  | Девушка в подвале                           | Girl in the Basement                | Сара Коди            |
| 2021      | ф  | Последнее, что видела Мэри                  | The Last Thing Mary Saw             | Мэри                 |
| 2021      | с  | Девушка в лесу                              | The Girl In The Woods               | Кэрри                |
| 2022      | с  | Аляска Дэйли                                | Alaska Daily                        | Эрика Брок           |
| 2023      | ф  |                                             | Hell House                          | Дон Фергюссон        |

## Награды и номинации
| Год  | Награда                        | Категория                                                     | Работа                           | Результат |
| ---- | ------------------------------ | ------------------------------------------------------------- | -------------------------------- | --------- |
| 2009 | Молодой актёр                  | Лучшая молодая актриса в DVD фильме                           | Бетховен 6: Большой бросок       | Номинация |
| 2009 | Молодой актёр                  | Лучшая приглашенная молодая актриса в телесериале             | Чак                              | Номинация |
| 2010 | Молодой актёр                  | Лучшая приглашенная молодая актриса в телесериале             | Новые приключения старой Кристин | Номинация |
| 2011 | Молодой актёр                  | Best Performance in a Feature Film — Supporting Young Actress | Привет, Джули!                   | Победа    |
| 2012 | Молодой актёр                  | Best Performance in a TV Series — Supporting Young Actress    | Высший класc                     | Победа    |
| 2012 | Молодой актёр                  | Best Performance in a Feature Film — Supporting Young Actress | Больше, чем секс                 | Номинация |
| 2013 | Behind the Voice Actors Awards | Best Vocal Ensemble in a Feature Film                         | Ральф                            | Победа    |